# Torrenova
Torrenova – miejscowość i gmina we Włoszech, w regionie Sycylia, w prowincji Mesyna.
Według danych na rok 2004 gminę zamieszkiwało 3691 osób, 307,6 os./km².